# Prosopis laevigata
Prosopis laevigata, és una espècie d'arbre dins la família Fabàcia. És planta nativa de Mèxic, Bolívia, el Perú i del nord-est d'Argentina (Jujuy).